# Plusiophaes herbuloti
Plusiophaes herbuloti är en fjärilsart som beskrevs av François Louis Nompar de Caumont de Laporte 1973. Plusiophaes herbuloti ingår i släktet Plusiophaes och familjen nattflyn. Inga underarter finns listade i Catalogue of Life.